# Лауреаты Государственной премии Украины в области науки и техники (1969)
Лауреаты Государственной премии Украины в области науки и техники 1969 года — перечень награждённых государственной наградой Украинской ССР, впервые присужденной в 1969 году за достижения в науке и технике.
На основании представления Комитета по Государственным премиям Украины в области науки и техники Центральный Комитет Компартии Украины и Совет Министров Украинской ССР вышло Постановление № 664 от 25 декабря 1969 г. «О присуждении Государственных премий Украины в области науки и техники в 1969 году».

## Лауреаты
1969

| Премированная работа | Лауреаты                        | кратко про лауреата |
| --- | ------------------------------- | --- |
| «Многотомный труд „Флора УССР“» | Зеров, Дмитрий Константинович   | академик АН УССР, заведующий отделом Института ботаники Академии наук УССР                                                    |
| «Многотомный труд „Флора УССР“» | Котов, Михаил Иванович          | доктор биологических наук, профессор, заведующий отделом Института ботаники Академии наук УССР                                |
| «Многотомный труд „Флора УССР“» | Клоков, Михаил Васильевич       | доктор биологических наук, профессор, старший научный сотрудник Института ботаники Академии наук УССР                         |
| «Многотомный труд „Флора УССР“» | Висюлина, Елена Дмитриевна      | доктор биологических наук, старший научный сотрудник Института ботаники Академии наук УССР                                    |
| «Многотомный труд „Флора УССР“» | Доброчаева, Дарья Никитична     | кандидат биологических наук, заведующий отделом ботанического музея Института ботаники Академии наук УССР                     |
| "'Двухтомный труд «Победа Великой Октябрьской социалистической революции на Украине» "'                                                    | Супруненко, Николай Иванович    | член-корреспондент АН УССР, заведующий отделом, старший научный сотрудник Институт истории Академии наук УССР                 |
| "'Двухтомный труд «Победа Великой Октябрьской социалистической революции на Украине» "'                                                    | Рубач, Михаил Абрамович         | доктор исторических наук, профессор, старший научный сотрудник Института истории Академии наук УССР                           |
| "'Двухтомный труд «Победа Великой Октябрьской социалистической революции на Украине» "'                                                    | Щусь, Оксана Иосифовна          | кандидат исторических наук, старший научный сотрудник Института истории Академии наук УССР                                    |
| "'Двухтомный труд «Победа Великой Октябрьской социалистической революции на Украине» "'                                                    | Королевский, Степан Мефодьевич  | профессор, заведующий кафедрой Харьковского государственного университета имени Горького                                      |
| "'Двухтомный труд «Победа Великой Октябрьской социалистической революции на Украине» "'                                                    | Гончаренко, Николай Гаврилович  | доктор исторических наук, профессор, заведующий кафедрой Луганского государственного педагогического института имени Шевченко |
| «Разработка проблемы физико-химической механики термосолеустойчивых дисперсий глинистых минералов»                                         | Овчаренко, Фёдор Данилович      | академик АН УССР, руководитель работы                                                                                         |
| «Разработка проблемы физико-химической механики термосолеустойчивых дисперсий глинистых минералов»                                         | Круглицкий, Николай Николаевич  | доктор химических наук, заместитель директора Института коллоидной химии и химии воды Академии наук УССР                      |
| «Разработка проблемы физико-химической механики термосолеустойчивых дисперсий глинистых минералов»                                         | Ничипоренко, Сергей Петрович    | доктор технических наук, профессор, заведующий отделом Института коллоидной химии и химии воды Академии наук УССР             |
| «Разработка проблемы физико-химической механики термосолеустойчивых дисперсий глинистых минералов»                                         | Агабальянц, Эдуард Гаспарович   | кандидат химических наук, старший научный сотрудник Института коллоидной химии и химии воды Академии наук УССР                |
| «Создание универсальных дизелей „СМД“ для тракторов, комбайнов и других машин и организация их специализированного массового производства» | Сериков, Иван Александрович     | директор Харьковского моторостроительного завода «Серп и молот»                                                               |
| «Создание универсальных дизелей „СМД“ для тракторов, комбайнов и других машин и организация их специализированного массового производства» | Потейко, Анатолий Дмитриевич    | главный инженер Харьковского моторостроительного завода «Серп и молот»                                                        |
| «Создание универсальных дизелей „СМД“ для тракторов, комбайнов и других машин и организация их специализированного массового производства» | Сахнюк, Иван Иванович           | секретарь партийного комитета Харьковского моторостроительного завода «Серп и молот»                                          |
| «Создание универсальных дизелей „СМД“ для тракторов, комбайнов и других машин и организация их специализированного массового производства» | Карась, Леонид Моисеевич        | исполняющий обязанности заместителя главного инженер а Харьковского моторостроительного завода «Серп и молот»                 |
| «Создание универсальных дизелей „СМД“ для тракторов, комбайнов и других машин и организация их специализированного массового производства» | Гура, Григорий Степанович       | начальник цеха Харьковского моторостроительного завода «Серп и молот»                                                         |
| «Создание универсальных дизелей „СМД“ для тракторов, комбайнов и других машин и организация их специализированного массового производства» | Пипенко, Иван Петрович          | моторист испытательной станции Харьковского моторостроительного завода «Серп и молот»                                         |
| «Создание универсальных дизелей „СМД“ для тракторов, комбайнов и других машин и организация их специализированного массового производства» | Еременко, Борис Степанович      | кандидат технических наук, заместитель начальника Государственного специального конструкторского бюро двигателей              |
| «Создание универсальных дизелей „СМД“ для тракторов, комбайнов и других машин и организация их специализированного массового производства» | Маршал, Фёдор Петрович          | формовщик литейного цеха Харьковского моторостроительного завода «Серп и молот»                                               |
| «Цикл работ по вопросам прочности материалов, при высоких температурах»                                                                    | Писаренко, Георгий Степанович   | академик АН УССР директор Институт проблем прочности Академии наук УССР, руководитель работы                                  |
| «Цикл работ по вопросам прочности материалов, при высоких температурах»                                                                    | Трощенко, Валерий Трофимович    | член-корреспондент АН УССР, заместитель директора Института проблем прочности Академии наук УССР                              |
| «Цикл работ по вопросам прочности материалов, при высоких температурах»                                                                    | Руденко, Василий Никитич        | кандидат технических наук, заведующий отделом Института проблем прочности Академии наук УССР                                  |
| «Цикл работ по вопросам прочности материалов, при высоких температурах»                                                                    | Третьяченко, Георгий Николаевич | доктор технических наук, профессор, заведующий отделом Института проблем прочности Академии наук УССР                         |
| «Цикл работ о теории ядра» | Давыдов, Александр Сергеевич    | академик АН УССР, заведующий отделом Института теоретической физики Академии наук УССР                                        |